# Haviland (Nova York)
Haviland és una concentració de població designada pel cens dels Estats Units a l'estat de Nova York. Segons el cens del 2000 tenia 3.710 habitants.

## Demografia
Segons el cens del 2000, Haviland tenia 3.710 habitants, 1.417 habitatges, i 1.031 famílies. La densitat de població era de 370,1 habitants per km².
Dels 1.417 habitatges en un 33,3% hi vivien nens de menys de 18 anys, en un 58,4% hi vivien parelles casades, en un 11,4% dones solteres, i en un 27,2% no eren unitats familiars. En el 21,6% dels habitatges hi vivien persones soles el 9,2% de les quals corresponia a persones de 65 anys o més que vivien soles. El nombre mitjà de persones vivint en cada habitatge era de 2,61 i el nombre mitjà de persones que vivien en cada família era de 3,03.
Per edats la població es repartia de la següent manera: un 25,8% tenia menys de 18 anys, un 7% entre 18 i 24, un 27,8% entre 25 i 44, un 25% de 45 a 60 i un 14,3% 65 anys o més.
L'edat mediana era de 39 anys. Per cada 100 dones de 18 o més anys hi havia 92 homes.
La renda mediana per habitatge era de 47.772 $ i la renda mediana per família de 54.861 $. Els homes tenien una renda mediana de 48.021 $ mentre que les dones 28.793 $. La renda per capita de la població era de 21.174 $. Entorn del 7,5% de les famílies i el 7,4% de la població estaven per davall del llindar de pobresa.